# 飯田義茂
飯田 義茂（いいだ よししげ、1882年（明治15年）12月10日 - 1967年（昭和42年）9月20日）は、日本の政治家。衆議院議員（3期）、野付牛町長。

## 経歴
高知県出身。1897年、北海道常呂郡野付牛村（現北見市）豊地に入植。水田を中心とした大農場を経営した。野付牛町農会副会長、野付牛産業組合長、北見産業組合長、北見市農業会長、北海道農業会理事、北海道信用購買販売組合連合会理事、同製酪販売組合連合会監事、北見石炭（株）社長、北見貨物自動車（株）監査役、北海道興農公社監査役などを務めた。
政界では、野付牛町会議員、野付牛町長、北海道会議員、北見市会議員、同副議長、小作調停委員を歴任。1946年4月、第22回衆議院議員総選挙に旧北海道第2区から国民協同党所属で立候補し当選。その後、旧北海道第5区で第23回、第24回総選挙でも当選して衆議院議員を連続3期務めた。この間、協同民主党国会対策委員長、改進党顧問などを務めた。
1966年4月の春の叙勲で勲三等に叙され、旭日中綬章を受章する。
1967年9月20日、死去した。84歳没。同月22日、特旨を以て位記を追賜され、死没日付をもって正五位に叙された。